# Teresa Carlomagno
Teresa Carlomagno (* 30. April 1968) ist eine italienische Biochemikerin und seit 2015 Professorin für Strukturchemie am Biomolekularen Wirkstoffzentrum in der organischen Chemie an der Gottfried Wilhelm Leibniz Universität Hannover sowie Gruppenleiterin am Helmholtz-Zentrum für Infektionsforschung.

## Leben
Ihr Diplom erhielt Teresa Carlomagno 1992 von der Universität Neapel Federico II. Dort und am Institut für molekularbiologische Forschung in Rom schloss sie ein Promotionsstudium an. In diesem Zeitraum ging sie 1995 für ein Jahr für einen Forschungsaufenthalt an die Johann Wolfgang Goethe-Universität Frankfurt am Main und promovierte im Anschluss promovierte sie über multidimensionale Kernspinresonanzspektroskopie (NMR) an biologisch relevanten Molekülen. Im Anschluss an ihre Promotion ging sie zunächst für zwei weitere Jahre zurück an die Goethe-Universität zu Christian Griesinger und  danach folgte ein zweiter Postdoc-Aufenthalt bei James Williamson am Scripps Research Institute in La Jolla.
Im Anschluss kehrte sie nach Deutschland zurück und wurde Gruppenleiterin am Max-Planck-Institut für biophysikalische Chemie. Während dieser Zeit habilitierte sie sich 2006 an der Leibniz Universität in Hannover. 2007 wurde sie Gruppenleiterin am Europäischen Laboratorium für Molekularbiologie in der Sektion für Struktur- und Computerbiologie in Heidelberg.
2015 wurde sie Gruppenleiterin am Helmholtz-Zentrum für Infektionsforschung in Braunschweig sowie Professorin für Strukturchemie am Biomolekularen Wirkstoffzentrum an der Universität Hannover. Von Anfang 2018 bis Anfang 2019 war sie weiterhin Vizepräsidentin für Internationales an der Universität Hannover.

## Forschungsgebiete
Teresa Carlomagno beschäftigt sich unter anderem mit NMR-spektroskopischen Methoden und deren Anwendung in der Untersuchung von Struktur-Reaktivitäts-Beziehungen von großen biochemischen Molekülen wie der RNA oder molekularen Maschinen. Unter anderem arbeitet sie am Projekt Covid19-NMR zur Untersuchung des SARS-CoV-2-Virusses mit.

## Veröffentlichungen
Im Laufe ihrer Karriere arbeitete Teresa Carlomagno an über 100 wissenschaftlichen Publikationen mit.

## Auszeichnungen und Preise (Auswahl)
- 1999 – Richard R. Ernst Stipendium der Gesellschaft Deutscher Chemiker[9]
- 1999 – Stipendium der Alexander-von-Humboldt-Stiftung
- 1997 – Marie Curie Fellowship[1]
- 1995 – Stipendium der European Molecular Biology Organization[1]